# Dendroarqueologia

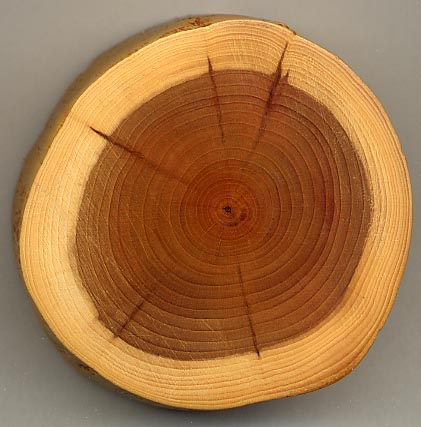
Corte transversal de um tronco de teixo, onde se ve 27 anéis de crescimento, o cerno (parte escura) e o alburno (parte clara).

Dendroarqueologia é uma subdisciplina da dendrocronologia que foi definida por Hollstein (1984) como "sistema de métodos científicos usados para determinar o intervalo de tempo exato de um período durante o qual a madeira foi derrubada, transportada, processada e usada para construção". A dendroarqueologia é utilizada para o estudo de vestígios de vegetação, edifícios antigos, artefatos, móveis, arte e instrumentos musicais utilizando as técnicas de dendrocronologia (datação de anéis de árvores).
Refere-se à pesquisa dendrocronológica da madeira do passado, independentemente do seu contexto físico atual (dentro ou acima do solo). Essa forma de datação é o método de datação absoluta mais preciso e exato disponível para os arqueólogos, já que o último anel que cresceu é o primeiro ano em que a árvore poderia ter sido incorporada a uma estrutura arqueológica.